# Aerolíneas Sudamericanas
A Aerolineas Sudamericanas foi uma companhia aérea boliviana, com sede em Santa Cruz de la Sierra, que iniciou e encerrou suas atividades em 2008. Sua intenção era operar rotas de passageiros e de carga com destinos nacionais.

## Histórico
Iniciou suas atividades em 2008 operando dois veteranos Boeing 727-224, pintados nas cores branco e vermelho. 
Operou nas cidades de La Paz, Cochabamba, Santa Cruz de la Sierra, Sucre e Tarija.
Tinha intenção de comprar mais duas aeronaves do tipo, mas no mesmo ano encerrou as atividades por problemas financeiros.